# Evgenij Bedarev
Evgenij Bedarev (Barnaul, 3 giugno 1974) è un regista russo.

## Filmografia parziale

### Regista
- V ožidanii čuda (В ожидании чуда) (2007)
- Tarif 'Novogodnij' (Тариф «Новогодний») (2008)
- Un elfo per amico (Домовой) (2019)